# Bergheim (Nadrenia Północna-Westfalia)
Bergheim – miasto powiatowe w Niemczech, w kraju związkowym Nadrenia Północna-Westfalia, w rejencji Kolonia, siedziba powiatu Rhein-Erft.
Miasto leży na Nizinie Kolońskiej, nad rzeką Erft, 20 km na zachód od Kolonii. Okoliczne tereny należą do regionu wydobycia węgla brunatnego.
Miasto zaczęło się formować ok. 50 p.n.e. gdy Rzymianie wybudowali drogę Via Belgica. W średniowieczu kontrolę nad miastem przejęli Frankowie, a następnie Księstwo Jülich. W epoce średniowiecza miasto uzyskało prawa miejskie. W XIX i XX wieku nastąpił gwałtowny rozwój miasta, związany z rozwojem przemysłu wydobycia węgla brunatnego. Obecnie Bergheim składa się z 15 dzielnic, które kiedyś były samodzielnymi miejscowościami: Bergheim, Ahe, Auenheim, Büsdorf, Fliesteden, Glesch, Glessen, Kenten, Niederaußem, Oberaußem, Quadrath-Ichendorf, Paffendorf, Rheidt-Hüchelhoven, Thorr, Zieverich.

## Współpraca
Miejscowość partnerska:
- Andenne, Belgia